# Cúp EHF
Cúp EHF là một giải của Liên đoàn bóng ném châu Âu dành cho các đội câu lạc bộ bóng ném nam của các Liên đoàn quốc gia thành viên. Đây là một giải cao quý của Liên đoàn, chỉ sau giải Hạng vô địch nam Liên đoàn bóng ném châu Âu. Giải này được tổ chức hàng năm, theo thể thức đấu loại trực tiếp.

## Tổng kết
| Năm                |                        | Chung kết    | Chung kết               | Chung kết              |                           | Các đội thua bán kết     | Các đội thua bán kết   |
| Năm                | Vô địch                | Tỉ số        | Hạng nhì                |                        |                           |                          |                        |
| 1981-82 Chi tiết   | VfL Gummersbach        | 23-14        | Željezničar Sarajevo    | Slavia Praha           | Pfadi Winterthur          |                          |                        |
| 1982-83 Chi tiết   | ZTR Zaporozhye         | 23-16 22-20  | IFK Karlskrona          |                        |                           |                          |                        |
| 1983-84 Chi tiết   | TV Grosswallstadt      | 16-15 20-19  | HG Gladsaxe             |                        |                           |                          |                        |
| 1984-85 Chi tiết   | HC Minaur Baia Mare    | 22-17 14-18  | ZTR Zaporozhye          |                        |                           |                          |                        |
| 1985-86 Chi tiết   | Raba Vasas ETO Györ    | 23-17 20-24  | Tecnisa Alicante        |                        |                           |                          |                        |
| 1986-87 Chi tiết   | Granitas Kaunas        | 23-23 18-18  | BM Atlético Madrid      |                        |                           |                          |                        |
| 1987-88 Chi tiết   | HC Minaur Baia Mare    | 20-21 23-20  | Granitas Kaunas         |                        |                           |                          |                        |
| 1988-89 Chi tiết   | TURU Düsseldorf        | 17-12 15-18  | ASK Vorwärts Frankfurt  |                        |                           |                          |                        |
| 1989-90 Chi tiết   | SKIF Krasnodar         | 25-27 29-13  | Proleter Zrenjanin      |                        |                           |                          |                        |
| 1990-91 Chi tiết   | Borac Banja Luka       | 20-15 23-24  | CSKA Moskva             |                        |                           |                          |                        |
| 1991-92 Chi tiết   | SG Wallau-Massenheim   | 23-25 22-20  | SKA Minsk               |                        |                           |                          |                        |
| 1992-93 Chi tiết   | CB Cantabria           | 24-20 26-20  | Bayer Dormagen          |                        |                           |                          |                        |
| 1993-94 Chi tiết   | BM Alzira Avidesa      | 23-19 21-22  | ASKÖ Linde Linz         | Elgorriaga Bidasoa     | Steaua Bucuresti          |                          |                        |
| 1994-95 Chi tiết   | BM Granollers          | 26-24 23-21  | Polyot Cheljabinsk      | Gorenje Velenje        | SG Vfl BHW Hameln         |                          |                        |
| 1995-96 Chi tiết   | BM Granollers          | 28-18 28-27  | Shakhtar Donetsk        | Zadar Gortan           | SG Flensburg-Handewitt    |                          |                        |
| 1996-97 Chi tiết   | SG Flensburg-Handewitt | 22-25 30-17  | Virum Sorgenfri         | Academia Octavio Vigo  | BM Granollers             |                          |                        |
| 1997-98 Chi tiết   | THW Kiel               | 23-25 26-21  | SG Flensburg-Handewitt  | CSKA Moskva            | Brodomerkur Split         |                          |                        |
| 1998-99 Chi tiết   | SC Magdeburg           | 22-30 31-22  | BM Valladolid           | TBV Lemgo              | Sandefjord TIF            |                          |                        |
| 1999-2000 Chi tiết | RK Metković Jambo      | 24-22 23-25  | SG Flensburg-Handewitt  | ABC Braga              | RK Prevent Slovenj Gradec |                          |                        |
| 2000-01 Chi tiết   | SC Magdeburg           | 27-27 26-22  | RK Metković Jambo       | Bidasoa Irun           | Haukar Hafnarfjördur      |                          |                        |
| 2001-02 Chi tiết   | THW Kiel               | 36-29 24-28  | FC Barcelona Handbol    | SG Wallau-Massenheim   | BM Galdar                 |                          |                        |
| 2002-03 Chi tiết   | FC Barcelona Handbol   | 35-23 33-26  | Lukoil-Dynamo Astrakhan | Dunaferr SE            | BM Altea                  |                          |                        |
| 2003-04 Chi tiết   | THW Kiel               | 32-28 27-19  | BM Altea                | Dinamo-Romc. Bucuresti | Lukoil-Dynamo Astrakhan   |                          |                        |
| 2004-05 Chi tiết   | TUSEM Essen            | 22-30 31-22  | SC Magdeburg            | VfL Gummersbach        | Lukoil-Dynamo Astrakhan   |                          |                        |
| 2005-06 Chi tiết   | TBV Lemgo              | 30-29 25-22  | Frisch Auf Göppingen    | US Créteil Handball    | VfL Gummersbach           |                          |                        |
| 2006-07 Chi tiết   |                        | SC Magdeburg | 30-30 31-28             | CAI BM Aragón          |                           | Grasshopper-Club Zürich  | Skjern Handball        |
| 2007-08 Chi tiết   |                        | HSG Nordhorn | 31-27 29-30             | FCK Handball           |                           | CAI BM Aragón            | RK Koper               |
| 2008-09 Chi tiết   |                        | RK Gorenje   | 29-28 26-22             | VfL Gummersbach        |                           | TSV St. Otmar St. Gallen | CAI BM Aragón          |
| 2009-10 Chi tiết   |                        | TBV Lemgo    | 24-18 28-30             | Kadetten SH Handball   |                           | Naturhouse La Rioja      | SG Flensburg-Handewitt |